# Перстинчик Микола Іванович
Микола Іванович Перстинчик (5 серпня 1941 — ?) — український радянський діяч, голова колгоспу імені Леніна Кельменецького району Чернівецької області. Депутат Верховної Ради УРСР 10-го скликання.

## Біографія
З 1957 року — обліковець тракторної бригади, головний агроном колгоспу «Родина».
Закінчив Кам'янець-Подільський сільськогосподарський інститут Хмельницької області.
Член КПРС з 1968 року.
У 1971—1976 роках — голова колгоспів імені Фрунзе та «Росія» Чернівецької області, директор міжколгоспного об'єднання по виробництву тваринницької продукції і кормів Чернівецької області.
У 1976—1992 роках — голова колгоспу імені Леніна села Ленківці Кельменецького району Чернівецької області.
Потім — на пенсії в селі Зелена Кельменецького району Чернівецької області.

## Нагороди
- ордени
- медалі